# Oreonectes microphthalmus
Oreonectes microphthalmus är en fiskart som beskrevs av Du, Chen och Yang 2008. Oreonectes microphthalmus ingår i släktet Oreonectes och familjen grönlingsfiskar. Inga underarter finns listade i Catalogue of Life.